# Yambohnen

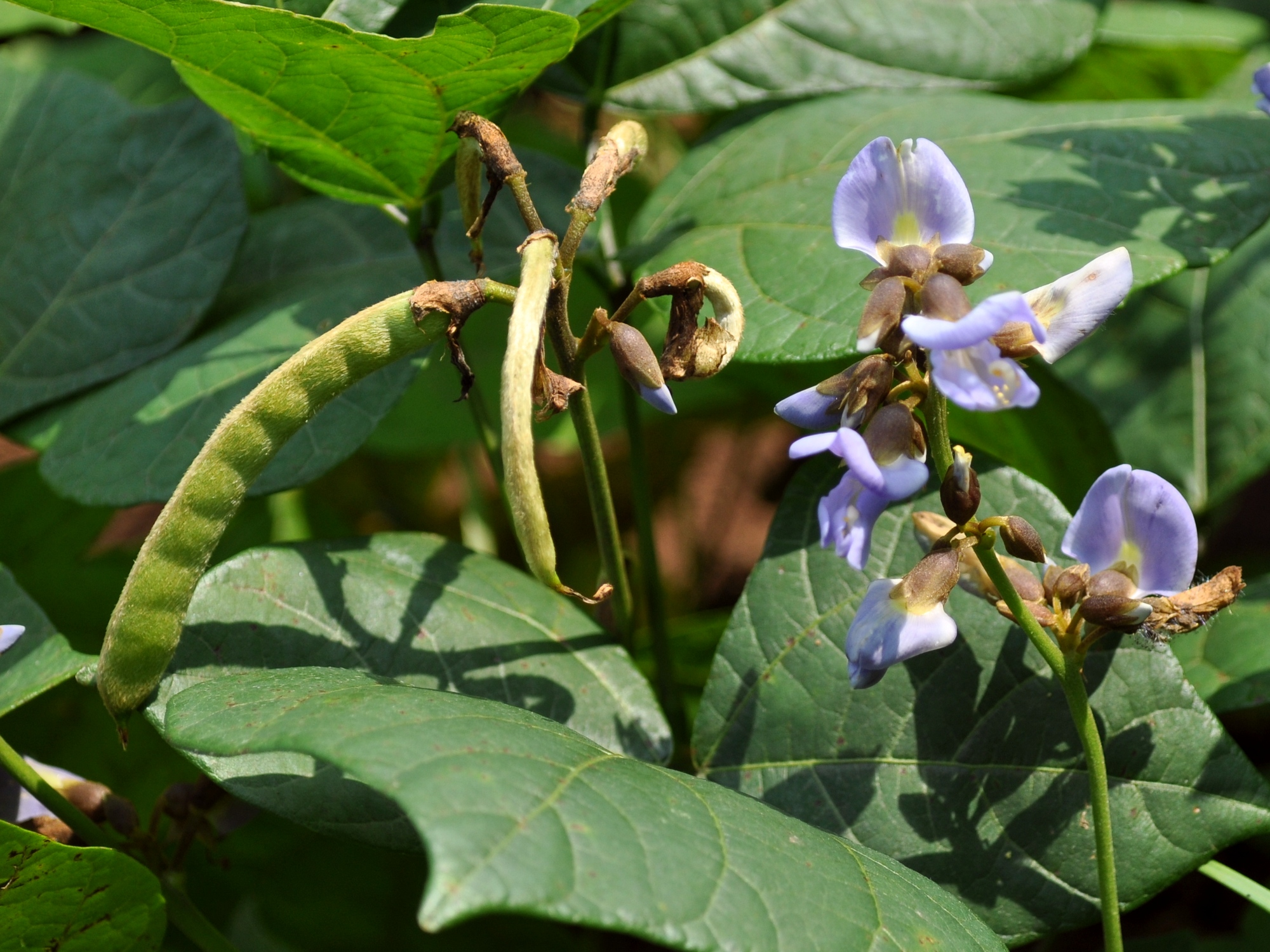
Yambohne (Pachyrhizus erosus)

Yambohne ist die deutschsprachige Bezeichnung für die Pflanzenarten der Gattung Pachyrhizus aus der Familie der Hülsenfrüchtler (Fabaceae). Die Gattung umfasst fünf bis sechs Arten.
Obwohl diese Arten mit einer Reihe anderer „Bohnen“ genannter Feldfrüchte nahe verwandt sind, deren Hülsenfrüchte verzehrt werden, werden bei den Yambohnen-Arten hauptsächlich die Wurzelknollen genutzt; die Samen sind zwar giftig, werden aber gegart trotzdem gegessen. Die Wurzelknollen werden als Nahrungsmittel und zur Erfrischung (Wasserspeicher) genutzt. Die Samen, Blätter und die Hülsen sind mehr oder weniger giftig.

## Vorkommen
Yambohnen haben ihr natürliches Vorkommen von Mexiko bis Südamerika. Drei der Arten werden in Südamerika kultiviert, eine davon, die Yambohne, wurde vor Jahrhunderten mit Galeonen von Mexiko über die Philippinen nach Asien transportiert und dort zu einer der Lieblingspflanzen chinesischer Gärtner. Obwohl Yambohnen in trockenem und nassem, subtropischem oder tropischem Klima gedeihen können, bevorzugen sie heißes Klima mit durchschnittlicher Niederschlagsmenge. Yambohnenpflanzen können Trockenheit tolerieren, sind aber auf Frost oder Staunässe empfindlich.

## Beschreibung
Yambohnen sind kletternde oder rankende, mehrjährige krautige Pflanze, die schnell wachsen und deren Stängel bis zu 5 Metern Länge erreichen können. Sie entwickeln viele weiße oder violette Blüten. Die Wurzeln sind zuckerrübenförmig oder länglicher und werden bis 5 kg schwer. Sie können als Samen oder Wurzelsteckling vermehrt werden.
Alle Yambohnen-Arten sind untereinander kreuzbar und bilden daher einen primären Genpool. Die Chromosomenzahl beträgt 2n = 22.

## Verwendung und Inhaltsstoffe
Von den Yambohnen ist nur das Wurzelfleisch genießbar, da in allen anderen Pflanzenteilen (außer der Blüte) mehr oder weniger des giftigen Rotenon und seiner Glykoside enthalten ist. Die Wurzelborke lässt sich leicht schälen und enthüllt das saftige, süßlich schmeckende, Kartoffeln sehr ähnliche Fleisch, das üblicherweise roh in Salaten oder leicht gekocht gegessen wird.

## Arten
In der Gattung gibt es etwa fünf bis sechs Arten:
- Andine Knollenbohne (Pachyrhizus ahipa (Wedd.) Parodi): kultiviert in Nordwest-Argentinien, Bolivien, Peru
- Yambohne (Pachyrhizus erosus (L.) Urb., Syn.: Pachyrhizus angulatus Rich. ex DC., Pachyrhizus bulbosus (L.) Kurz, Dolichos erosus L.): Mexiko und Mittelamerika, kultiviert und verwildert in den Tropen der Welt.
- Pachyrhizus ferrugineus (Piper) M.Sørensen: Mexiko, Mittelamerika, Teile von Kolumbien
- Pachyrhizus panamensis R.T. Clausen: Panama, Teile von Kolumbien, Ecuador
- Knollenbohne (Pachyrhizus tuberosus (Lam.) Spreng., Syn.: Dolichos tuberosus Lam., Cucara tuberosa (Lam.) Britt.): Ecuador, kultiviert in ganz Südamerika.